# Mario Amaya
Pour les articles homonymes, voir Amaya.
Mario Anthony Amaya (6 octobre 1933 - 29 juin 1986) est un critique d'art américain, directeur de musée, et rédacteur. Entre 1969 et 1972, il est conservateur en chef de la galerie d'art de l'Ontario. Il devient, le directeur du centre culturel de New York (New York Cultural Center) entre 1972 et 1976, et du Chrysler Museum of Art à Norfolk, en Virginie, entre 1976 et 1979. Il est également le rédacteur fondateur du magazine londonien Arts and Artists magazine. Il étudie l'Art nouveau pendant 35 années, dont certaines sous l'enseignement de Mark Rothko.

## Biographie
Amaya est né à Brooklyn, État de New-York en 1933. Après avoir fini ses études au Brooklyn College en 1958, il part s'installer en Angleterre et devient rédacteur adjoint pour About the House le magazine du Royal Opera House de 1962 à 1968. Il reste en Angleterre et fonde le magazine Arts and Artists magazine entre 1965 et 1968.
Amaya est également l'auteur de plusieurs ouvrages consacrés à l'art, tels que Pop As Art : A Survey of the New Super Realism en 1965 (« Pop » en tant qu'art : Vue générale sur le nouveau super réalisme), Art nouveau (1966), et Tiffany Glass (1967).
Le 3 juin 1968, Mario Amaya se trouve dans le bureau d'Andy Warhol, son compagnon, lorsque la féministe radicale Valerie Solanas ouvre le feu, et tire autant sur Amaya que sur Warhol. Amaya avait alors 34 ans, il sort de l'hôpital après avoir été soigné d'une balle reçue dans le dos. Bien qu'en convalescence, il continue alors de monter des expositions telles que “Realism Now” (1972), “Blacks: USA” (1973), “Women Choose Women” (1973), “Bouguereau” (organisée avec Robert Isaacson en 1975), ainsi qu'une rétrospective du photographe Man Ray (en 1975).
Lorsqu'il devient le directeur du Centre culturel de New York en 1972, il contribue à renforcer la position du Centre comme étant l'un des plus actifs du moment dans cette ville. Amaya utilise sa position au Centre Culturel pour accueillir plus de 150 spectacles en trois ans. Il collabore avec plusieurs galeries, donne des cours et enseigne en tant que professeur intervenant à l'Université d'état de New York, à Buffalo.
Mario Anthony Amaya ne prit jamais sa retraite. Il est mort à l'âge de 52 ans, à la suite de complications dues au virus du sida le 29 juin 1986 dans un hôpital de Kensington et Chelsea, à Londres.

## Publications
- Amaya Mario, Art nouveau, Studio Vista Ltd., Londres, 1966;